# Hacksaw Jim Duggan
James Stuart Duggan, bedre kendt under sit ringnavn Hacksaw Jim Duggan (født 14. januar 1954) er en amerikansk wrestler, som i øjeblikket er på kontrakt med World Wrestling Entertainment. Han er mest kendt for sin tid i organisationen i 1980'erne og hos World Championship Wrestling i 1990'erne. Hans mest velkendte gimmick er at være en amerikansk patriot, hvor han til glæde for de mange amerikanske fans i arenaer rundt omkring i sit hjemland råber "USA". 
Hacksaw Jim Duggan blev den første vinder af WWF's Royal Rumble i 1988, og mens han var i World Championship Wrestling vandt han WCW United States Heavyweight Championship og WCW World Television Championship én gang hver. 